# Carinoma mutabilis
Carinoma mutabilis är en djurart som tillhör fylumet slemmaskar, och som beskrevs av Griffin 1898. Carinoma mutabilis ingår i släktet Carinoma och familjen Carinomidae. Inga underarter finns listade i Catalogue of Life.